# 顾戴路站
顾戴路站位于上海闵行区顾戴路合川路，是上海轨道交通12号线的一个地下车站，于2015年12月19日启用。未来上海轨道交通26号线也会经过本站，成为12号线与26号线的换乘站。

## 车站结构

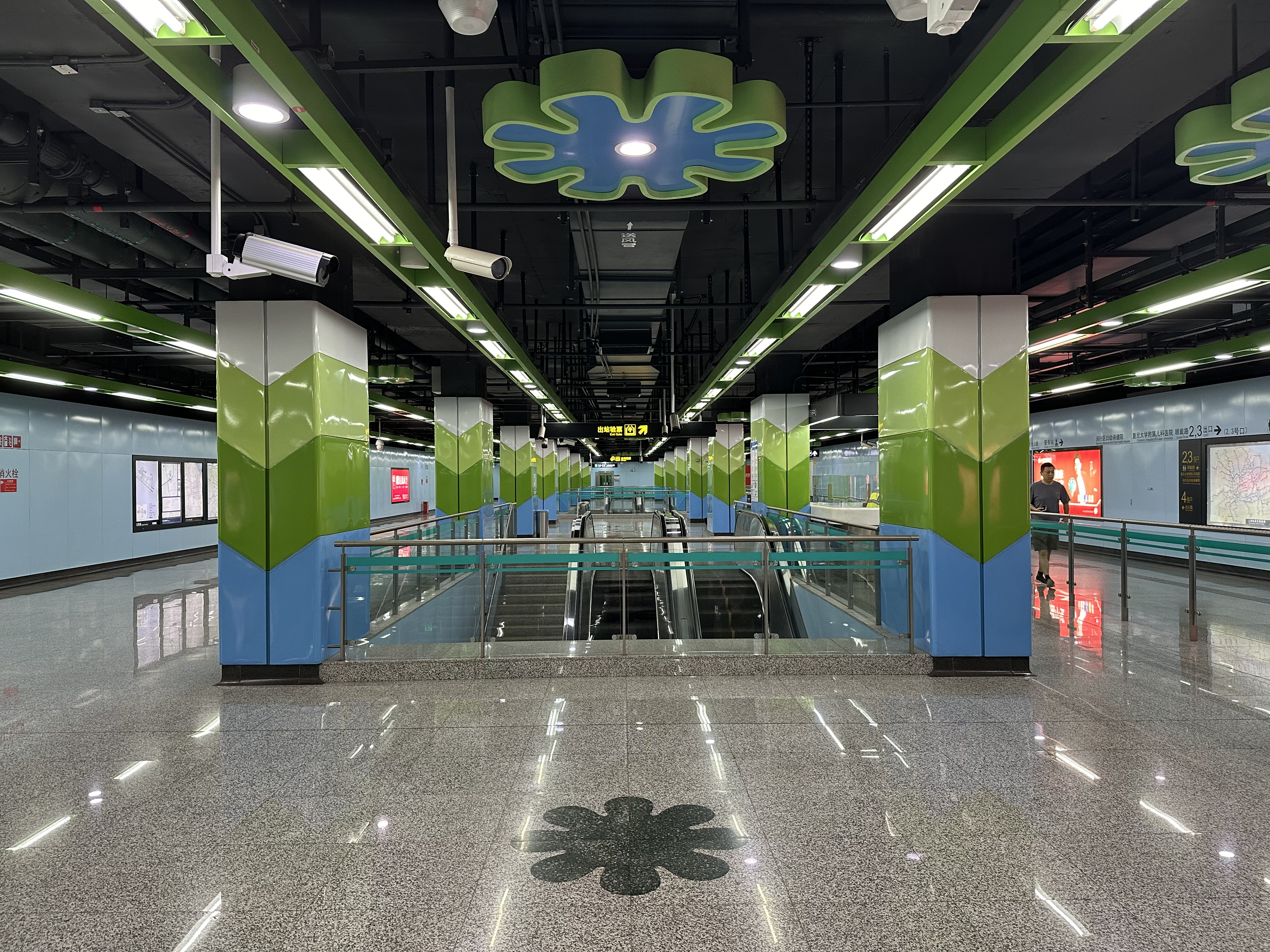
站厅

### 车站楼层
| 地面层   | 出入口             | 2-4出入口                        |  |  |
| 地下一层 | 站厅               | 票务服务、自动售票机、人工服务台 |  |  |
| 地下二层 | ①站台              | █ 12号线 往七莘路（虹莘路）      |  |  |
|          | 岛式站台，左侧开门 |                                  |  |  |
|          | ②站台              | █ 12号线 往金海路（东兰路）      |  |  |

## 車站出口
顾戴路站目前开放3个出入口，各出入口如下所示：
| 出口编号            | 出口指示                     | 照片 |
| ------------------- | ---------------------------- | ---- |
| 2 · 出口            | 顾戴路                       |      |
| 3 · 出口            | 顾戴路，复旦大学附属儿科医院 |      |
| 4 · 出口 · （设有） | 合川路                       |      |
| 图例： 设有         |                              |      |